# قهرمان (فیلم ۱۹۱۵)
قهرمان (انگلیسی: The Champion) فیلمی به کارگردانی چارلی چاپلین است که در سال ۱۹۱۵ منتشر شد.

## بازیگران
- چارلی چاپلین
- لوید بیکن
- ادنا پرواینس
- لئو وایت
- بن ترپین
- باد جیمیسون